# Британов, Игорь Анатольевич
Игорь Анатольевич Британов (родился 30 октября 1950 года) — советский подводник, капитан 1-го ранга ВМФ СССР, известен как командир подводной лодки К-219 в её последнем походе.

## Биография
Родился 30 октября 1950 года в Ленинграде. Сын кадрового офицера флота. Окончил Ленинградское Нахимовское военно-морское училище в 1968 году и Военно-морской институт радиоэлектроники имени А. С. Попова в Ленинграде. Член КПСС.
В 1973 году Британов по распределению прибыл на Северный флот, а в 1984 году стал командиром АПЛ К-241 в звании капитана 2-го ранга. 3 октября 1986 года во время автономного плавания в Атлантике с подлодкой К-219, под управлением Британова и его экипажа, произошла катастрофа: когда субмарина находилась в районе Бермудских островов, прогремел взрыв в ракетной шахте № 6. Последствия катастрофы удалось устранить с большим трудом, в результате погибли 4 человека из 118 членов экипажа (в том числе матрос Сергей Преминин, который заглушил ядерный реактор ценой своей жизни), а сама лодка со всем боезапасом (в том числе 35 ядерными боеголовками) и ядерным реактором пошла ко дну. О произошедшем немедленно узнали Генеральный секретарь ЦК КПСС Михаил Горбачёв и Президент США Рональд Рейган, которые в тот момент в Рейкьявике вели переговоры. Эвакуацию моряков осуществляли советские суда непосредственно в СССР, хотя был вариант направиться на Кубу; американские корабли также организовали свою поисково-спасательную операцию. Ряд специалистов утверждал, что причиной взрыва и пожара на субмарине К-219 было столкновение с американской подлодкой «Аугуста», которой командовал капитан Джеймс Вон Сускил (англ. James Von Suskil), но американские военные долгое время отказывались комментировать эту гипотезу, запретив публиковать фотографии «Аугусты», на которых были видны явные следы столкновения. Позже они признали, что их подлодка столкнулась с неким неопознанным подводным объектом, но не признали, что этим объектом была К-219.
Британов должен был предстать перед военным судом, поскольку на него завели уголовное дело как на виновника чрезвычайного происшествия, однако в мае 1987 года министр обороны, маршал Д. Т. Язов снял все обвинения с капитана, учитывая, что у Британова были маленькие дети. Британов был уволен в запас без права ношения военной формы и исключён из партии. После увольнения Британов с женой и двумя детьми (пятилетней дочерью и одиннадцатилетним сыном) переехали в Свердловск, так как там было легче получить квартиру, а служебную квартиру в Гаджиеве нужно было освободить.
Позже стараниями адмирала В. А. Попова Британов был произведён в звание капитана 1-го ранга с восстановлением права ношения военной формы и наград в запасе, а позже от него же получил в награду офицерский кортик.
4 августа 1998 года на встрече подводников США в Аннаполисе консул Военно-морской лиги США Том Дженигс организовал торжественный приём для служивших на подлодке старшего помощника Игоря Курдина (он не участвовал в последнем походе К-219) и командира Игоря Британова. Член экипажа субмарины «Аугуста», которая позже столкнулась с другой советской подлодкой, К-457, на этой встрече попросил Курдина и Британова «принять его извинения». В США утверждают, что действия Британова по обеспечению эвакуации экипажа и отключению реактора предотвратили крупномасштабную катастрофу.
В 1997 году история подлодки К-219 была экранизирована в Голливуде: фильм «Враждебные воды» был снят по одноимённой книге Игоря Курдина, Питера Хухтхаузена и Алана Уайта. Британов отметил, что ряд фактов в фильме был искажён. Сам капитан позже подал в суд на кинокомпанию Warner Brothers, снявшую фильм, поскольку она не только исказила ряд фактов, но и использовала образ капитана без его разрешения, а также отказалась выплачивать Британову гонорар за консультацию во время съёмок. В итоге Британов сумел выиграть дело. Сумму компенсации, которая оценивалась в несколько десятков тысяч долларов США, он не раскрыл.
В настоящее время Британов является председателем правления регионального общественного фонда «Фонд шефской помощи ВМФ», а также возглавляет Уральский военно-морской союз и Екатеринбургский клуб моряков-подводников.
Игорь Анатольевич Британов награждён юбилейной медалью «300 лет Российскому флоту», медалями «60-летие Вооружённых Сил СССР» и «70-летие Вооружённых Сил СССР», а также медалями «За безупречную службу» II и III степеней.

## Киновоплощения
- Юрий Маслак (К-219. Последний поход (док.), 2006)
- Рутгер Хауэр (Враждебные воды, 1997)